# Чуперка, Валерий Николаевич
Вале́рий Никола́евич Чупе́рка (рум. Valeriu Ciupercă; 12 июня 1992, Тирасполь, Молдова) — российский и молдавский футболист, полузащитник ставропольского «Динамо» Бывший игрок национальной сборной Молдовы.

## Карьера

### Клубная
Начал заниматься футболом в тираспольском «Шерифе». В начале 2009 года перешёл в футбольную школу кишинёвской «Академии УТМ».
С сезона 2009/10 начал выступать за основную команду «Академии». В дебютном сезоне на профессиональном уровне он сыграл за клуб 18 матчей, в основном выходя в стартовом составе. В сезоне 2010/11 Чуперка был ключевым игроком «Академии» в центре поля. В том сезоне он сыграл за команду в 29 матчах, забив в них два мяча. В сезоне 2011/12 Валерий сыграл за кишинёвский клуб в 14 матчах, в которых забил три гола.
1 декабря 2011 года Чуперка заключил контракт с клубом «Краснодар», рассчитанный на 3,5 года. 13 мая 2012 года, в матче с нальчикским «Спартаком» (3:3), состоялся дебют Валерия в премьер-лиге. Футболист появился на поле на 84 минуте встречи, заменив Николу Дринчича. 13 августа был арендован красноярским «Енисеем», сроком до конца сезона 2012/13. Дебютировал за клуб в этот же день в матче первенства ФНЛ с нальчикским «Спартаком», выйдя на замену на 89 минуте игры. 16 января 2013 года был отдан в аренду «Академии УТМ» до конца сезона.
В первой половине сезона 2013/14 выступал за «Краснодар-2», во второй — на правах аренды за «Спартак-Нальчик». За клуб из Нальчика сыграл в 11 матчах первенства ФНЛ и забил один гол.
2 июля подписал 3-х летний контракт с «Анжи». В сезоне 2014/15 принял участие в 20 матчах команды в первенстве ФНЛ и помог махачкалинцам занять второе место и, таким образом, выйти в РФПЛ.
21 августа 2015 года на правах аренды перешёл в «Томь». Дебютировал в клубе 27 августа 2015 года в матче 1/32 Кубка России по футболу. Первый гол за сибирскую команду забил 27 мая 2016 года в стыковом матче против «Кубани». Именно этот гол и стал решающим в противостоянии и позволил томской команде вернуться в Премьер-лигу. Летом 2016 года аренда футболиста была продлена ещё на сезон.
В 2017 году Чуперка перешёл в «Балтику». В 2018 году разорвал контракт с «Балтикой» и перешёл в «Ростов». С ним он тоже разорвал контракт и перешёл в «Тамбов». 3 февраля 2021 года покинул ФК «Тамбов», оформив статус свободного агента.
2 марта 2021 года «Астана» подписала контракт с Чуперку, а 30 декабря 2021 года Чуперка покинул «Астану» по взаимному согласию сторон.
17 марта 2022 года Чуперка подписал контракт с краснодарской «Кубанью», выступающей в Российской футбольной национальной лиге. Однако уже 31 мая Валерий перешёл в казанский «Рубин», заключив двухлетний контракт. 2 марта 2023 года вернулся в «Кубань», подписав контракт до конца сезона 2022/23.
18 февраля 2025 года стал игроком ставропольского «Динамо».

### В сборной
С 16 лет выступал за юношескую сборную Молдовы (до 17 лет). 27 октября 2010 года состоялся дебют Валерия в составе юношеской сборной Молдовы (до 19 лет), в матче со сверстниками из Польши (0:0). 7 октября 2011 года футболист сыграл первый матч за молодежную сборную Молдовы. Это произошло в игре с российской молодёжкой (0:6).
10 августа 2011 года в товарищеском матче со сборной Кипра (2:3) дебютировал в главной сборной Молдовы. В дальнейшем Чуперка принял решение отказаться от молдавского футбольного гражданства и, соответственно, выступлений за национальную команду.

## Достижения
«Анжи»
- Серебряный призёр первенства ФНЛ: 2014/15

«Томь»
- Бронзовый призёр первенства ФНЛ: 2015/16

«Тамбов»
- Победитель первенства ФНЛ: 2018/19

## Статистика

### Клубная
| Выступление      | Выступление      | Выступление      | Лига | Лига | Кубки | Кубки | Еврокубки | Еврокубки | Прочие | Прочие | Итого | Итого |
| Клуб             | Лига             | Сезон            | Игры | Голы | Игры  | Голы  | Игры      | Голы      | Игры   | Голы   | Игры  | Голы  |
| ---------------- | ---------------- | ---------------- | ---- | ---- | ----- | ----- | --------- | --------- | ------ | ------ | ----- | ----- |
| Краснодар        | Премьер-лига     | 2011/12          | 1    | 0    | 0     | 0     | 0         | 0         | 0      | 0      | 1     | 0     |
| Краснодар        | Итого            | Итого            | 1    | 0    | 0     | 0     | 0         | 0         | 0      | 0      | 1     | 0     |
| Енисей           | ФНЛ              | 2012/13          | 5    | 0    | 0     | 0     | 0         | 0         | 0      | 0      | 5     | 0     |
| Енисей           | Итого            | Итого            | 5    | 0    | 0     | 0     | 0         | 0         | 0      | 0      | 5     | 0     |
| Академия УТМ     | Нац. дивизион    | 2009/10          | 25   | 0    | 0     | 0     | 0         | 0         | 0      | 0      | 25    | 0     |
| Академия УТМ     | Нац. дивизион    | 2010/11          | 30   | 2    | 1     | 0     | 0         | 0         | 0      | 0      | 31    | 2     |
| Академия УТМ     | Нац. дивизион    | 2011/12          | 14   | 3    | 0     | 0     | 0         | 0         | 0      | 0      | 14    | 3     |
| Академия УТМ     | Нац. дивизион    | 2012/13          | 9    | 3    | 0     | 0     | 0         | 0         | 0      | 0      | 9     | 3     |
| Академия УТМ     | Итого            | Итого            | 78   | 8    | 1     | 0     | 0         | 0         | 0      | 0      | 79    | 8     |
| Краснодар-2      | ПФЛ              | 2013/14          | 14   | 2    | 0     | 0     | 0         | 0         | 0      | 0      | 14    | 2     |
| Краснодар-2      | Итого            | Итого            | 14   | 2    | 0     | 0     | 0         | 0         | 0      | 0      | 14    | 2     |
| Спартак-Нальчик  | ФНЛ              | 2013/14          | 11   | 1    | 0     | 0     | 0         | 0         | 0      | 0      | 11    | 1     |
| Спартак-Нальчик  | Итого            | Итого            | 11   | 1    | 0     | 0     | 0         | 0         | 0      | 0      | 11    | 1     |
| Анжи             | ФНЛ              | 2014/15          | 20   | 0    | 2     | 0     | 0         | 0         | 0      | 0      | 22    | 0     |
| Анжи             | Итого            | Итого            | 20   | 0    | 2     | 0     | 0         | 0         | 0      | 0      | 22    | 0     |
| Томь             | ФНЛ              | 2015/16          | 18   | 0    | 1     | 0     | 0         | 0         | 2      | 1      | 21    | 1     |
| Томь             | Премьер-лига     | 2016/17          | 18   | 0    | 0     | 0     | 0         | 0         | 0      | 0      | 18    | 0     |
| Томь             | Итого            | Итого            | 36   | 0    | 1     | 0     | 0         | 0         | 2      | 1      | 39    | 1     |
| Балтика          | ФНЛ              | 2017/18          | 12   | 1    | 0     | 0     | 0         | 0         | 0      | 0      | 12    | 1     |
| Балтика          | Итого            | Итого            | 12   | 1    | 0     | 0     | 0         | 0         | 0      | 0      | 12    | 1     |
| Ростов           | Премьер-лига     | 2017/18          | 0    | 0    | 0     | 0     | 0         | 0         | 0      | 0      | 0     | 0     |
| Ростов           | Итого            | Итого            | 0    | 0    | 0     | 0     | 0         | 0         | 0      | 0      | 0     | 0     |
| Всего за карьеру | Всего за карьеру | Всего за карьеру | 177  | 12   | 4     | 0     | 0         | 0         | 2      | 1      | 183   | 13    |

### В сборной
| Матчи и голы Чуперки за сборную Молдовы | Матчи и голы Чуперки за сборную Молдовы | Матчи и голы Чуперки за сборную Молдовы | Матчи и голы Чуперки за сборную Молдовы | Матчи и голы Чуперки за сборную Молдовы | Матчи и голы Чуперки за сборную Молдовы |
| --------------------------------------- | --------------------------------------- | --------------------------------------- | --------------------------------------- | --------------------------------------- | --------------------------------------- |
| №                                       | Дата                                    | Оппонент                                | Счёт                                    | Голы                                    | Соревнование                            |
| 1                                       | 10 августа 2011                         | Кипр                                    | 2:3                                     | -                                       | Товарищеский матч                       |

Итого: 1 матч / 0 голов; 0 побед, 0 ничьих, 1 поражение.